# Tetracloruro di uranio
Il tetracloruro di uranio è il composto inorganico di formula  UCl4. In condizioni normali è un solido cristallino verde scuro, radioattivo, solubile in acqua. In questo composto l'uranio è nello stato di ossidazione +4. È uno dei principali precursori per la sintesi di altri composti di uranio. In passato fu usato nel processo di separazione isotopica elettromagnetica (EMIS) per ottenere uranio arricchito.

## Storia
Il tetracloruro di uranio fu descritto per la prima volta nel 1842 da Peligot, che lo ottenne facendo reagire ad alta temperatura cloro con una miscela di ossido di uranio e carbone. Riducendo il tetracloruro di uranio con potassio, Péligot fu anche il primo a ottenere uranio metallico.

## Sintesi
UCl4 può essere preparato in vari modi; il metodo preferito è la reazione tra UO3 e esacloropropene.

## Proprietà fisiche
UCl4 è un solido verde scuro, molto igroscopico, che sublima sotto vuoto a circa 500 °C. Nel solido cristallino l'atomo di uranio è attorniato da otto atomi di cloro, quattro distanti 264 pm e quattro distanti 287 pm.

## Reattività
La molecola UCl4 è un acido di Lewis e si scioglie in solventi aprotici che possano agire da basi di Lewis, come tetraidrofurano, acetonitrile e dimetilformammide. La soluzione in solventi protici è un processo più complicato. In acqua si forma l'aquoione:
UCl4 + xH2O → [U(H2O)x]4+ + 4Cl-     (x = 8 o 9)
L'aquoione [U(H2O)x]4+ è fortemente idrolizzato:
[U(H2O)x]4+ ⇄ [U(H2O)x-1(OH)]3+ + H+
Il pKa di questa reazione è circa 1,6, e quindi l'idrolisi è assente solo in soluzioni molto acide (pH < 0). Ulteriori reazioni di idrolisi sono presenti a pH > 3. L'aquoione può anche formare cloro complessi. Per la formazione di [UCl]3+(aq) si stimano valori di log K compresi tra –0,5 e +3; la misura è difficile per la simultanea presenza delle reazioni di idrolisi.
Con alcoli si può avere parziale solvolisi:
UCl4 + xROH ⇄ UCl4-x(OR)x + xH+
In solventi aprotici si formano specie solvatate tipo UCl4Sx che possono essere isolate. Il solvente deve essere perfettamente anidro, altrimenti si ha idrolisi e il solvente viene protonato:
UCl4 +H2O + S ⇄ UCl3(OH) + SH+ +Cl-
UCl4 può funzionare da acido di Lewis anche nei confronti di altri leganti presenti in soluzione. Ad esempio:
UCl4 + 2Cl- → [UCl6]2-.
Le soluzioni di UCl4 si ossidano all'aria con formazione di complessi dello ione uranile, [UO2]2+.

## Usi
UCl4 è uno dei principali precursori per la sintesi di altri composti di uranio, ed è importante anche nel riprocessamento del combustibile nucleare.
A partire dal 1944 fu usato nel processo di separazione isotopica elettromagnetica (EMIS) per ottenere uranio arricchito al Y-12 National Security Complex di Oak Ridge (Tennessee). UCl4 aveva il vantaggio di essere meno corrosivo di UF6. Questa tecnologia è stata abbandonata negli anni cinquanta.

## Indicazioni di sicurezza
Il tetracloruro di uranio non è disponibile in commercio. Il composto non è classificato esplicitamente nella Direttiva 67/548/CE, ma come composto dell'uranio va considerato molto tossico e pericoloso per l'ambiente, nonché radioattivo.